# Architectonica
Architectonica é um gênero de moluscos gastrópodes marinhos pertencente à família Architectonicidae da subclasse Heterobranchia, caracterizado por seu umbílico amplo. Foi classificado por Peter Friedrich Röding, em 1798, ao descrever a espécie Architectonica nobilis na obra Museum Boltenianum sive Catalogus cimeliorum e tribus regnis naturae quae olim collegerat Joa. Fried. Bolten M. D. p. d. Pars secunda continens Conchylia sive Testacea univalvia, bivalvia et multivalvia; e sua espécie-tipo, Architectonica perspectiva, fora classificada por Carolus Linnaeus, em 1758; descrita como Trochus perspectivus em seu Systema Naturae. Sua distribuição geográfica abrange os oceanos tropicais e subtropicais da Terra, em águas rasas, na areia.

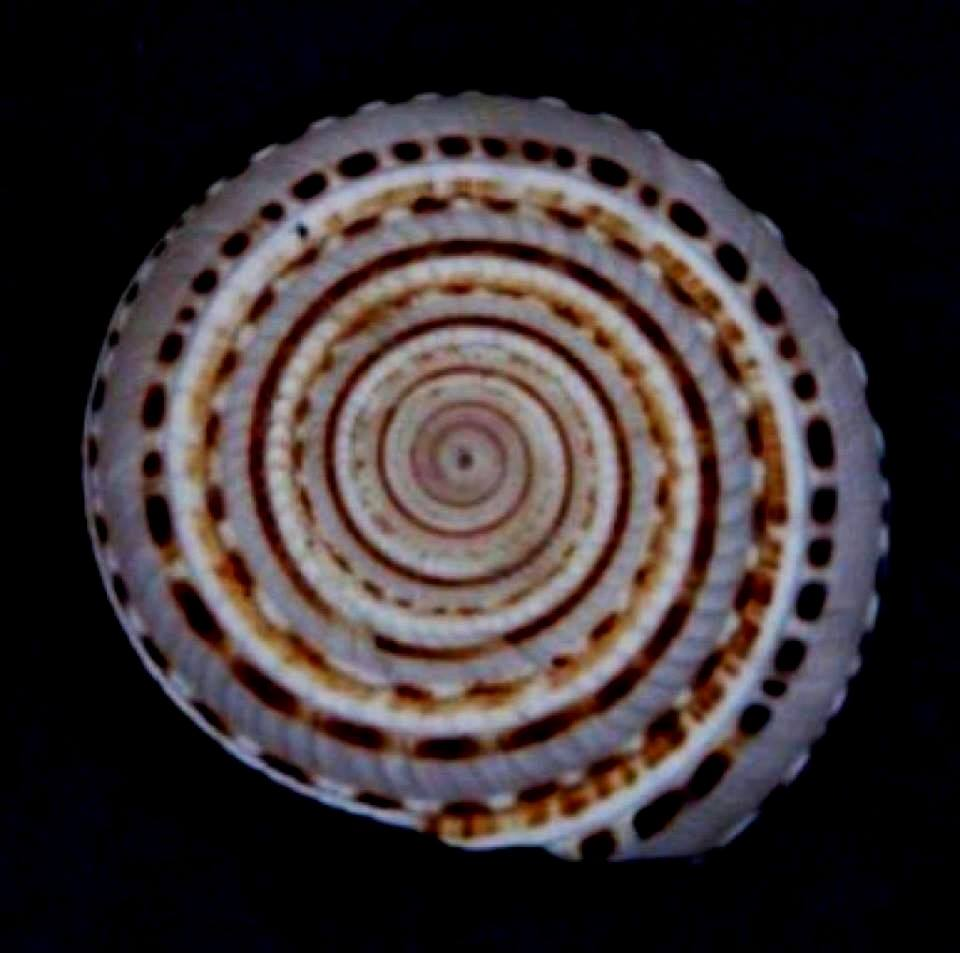
Vista superior de uma concha do gênero Architectonica.

## Classificação deArchitectonica: espécies viventes

Cinco vistas da concha de Architectonica gualtierii Bieler, 1993; espécime das Filipinas.

De acordo com o World Register of Marine Species, suprimidos os sinônimos e espécies extintas.
Architectonica arcana Bieler, 1993
Architectonica consobrina Bieler, 1993
Architectonica grandiosa Iredale, 1931
Architectonica gualtierii Bieler, 1993
Architectonica karsteni Rutsch, 1934
Architectonica laevigata (Lamarck, 1816)
Architectonica maculata (Link, 1807)
Architectonica maxima (Philippi, 1849)
Architectonica modesta (Philippi, 1849)
Architectonica nobilis Röding, 1798
Architectonica perdix (Hinds, 1844)
Architectonica perspectiva (Linnaeus, 1758) - Espécie-tipo
Architectonica proestleri Alf & Kreipl, 2001
Architectonica purpurata (Hinds, 1844)
Architectonica stellata (Philippi, 1849)
Architectonica taylori (Hanley, 1862)
Architectonica trochlearis (Hinds, 1844)
- Cinco vistas da concha de Architectonica gualtierii Bieler, 1993[10]; espécime das Filipinas.